# Gnidia harveyana
Gnidia harveyana är en tibastväxtart som beskrevs av Carl Daniel Friedrich Meisner. Gnidia harveyana ingår i släktet Gnidia och familjen tibastväxter. Inga underarter finns listade i Catalogue of Life.